# Dsinara Smolskaja
Dsinara Talgatauna Smolskaja (belarussisch Дзінара Талгатаўна Смольскайа, engl. Transkription Dzinara Smolskaya, geb. Alimbekawa/Алімбекава; * 5. Januar 1996 in Abai, Kasachstan) ist eine belarussische Biathletin. Sie wurde 2018 Olympiasiegerin mit der Staffel.

## Karriere

### Anfänge (2011–2015)
Dsinara Smolskaja nahm im Rahmen der Jugendweltmeisterschaften 2011 in Nové Město na Moravě erstmals an internationalen Wettkämpfen teil. Im Sprint erreichte sie den 21. Platz und mit der Staffel den 11. Platz. In der nächsten Saison startete sie in zwei Sprintrennen des IBU-Cups. Bei den Jugendweltmeisterschaften in Kontiolahti erreicht sie im Sprint den achten Rang und fiel im Verfolgungsrennen auf den zehnten Rang zurück, im Staffelrennen wurde sie Neunte. 2014 nahm Smolskaja an den Junioreneuropameisterschaften teil und belegte mit der Staffel den 7. Platz. Im nächsten Jahr konnte die Staffel bei den Juniorenweltmeisterschaften in ihrem Heimatland gewinnen. Im Sprintrennen verfehlte sie mit einem 4. Platz eine Medaille nur knapp.

### Erste Erfolge und Olympiasieg (2015–2018)
In der Saison 2015/16 startete Smolskaja regelmäßig im IBU-Cup und erreichte den 52. Platz in der Gesamtwertung. In dieser Saison nahm sie auch an den Europameisterschaften in Tjumen teil und erreichte, zusammen mit Wiktar Kryuko, in der Single-Mixed-Staffel den neunten Platz. In der folgenden Saison konnte sie sich in der IBU-Cup-Gesamtwertung auf den 26. Rang verbessern. Im ersten Rennen dieser Saison erreichte sie mit einem zweiten Platz auch ihren ersten Podestplatz.
Nach zwei Weltcupeinsätzen in den vorangegangenen Saisons startete Smolskaja in der Saison 2017/18 regelmäßiger im Weltcup. Mit einem 33. Platz im Sprint konnte sie ihre ersten Weltcuppunkte erreichen. Mit einem 35. Platz im Einzel gelang ihr das einen Monat später erneut. Bei den Olympischen Winterspielen 2018 in Pyeongchang gewann sie, zusammen mit Nadseja Skardsina, Iryna Kryuko und Darja Domratschawa die Goldmedaille im Staffelrennen der Damen. Im Einzelrennen belegte sie den 56. Platz. Nach den Olympischen Spielen startete Smolskaja wieder im Weltcup und erreichte im letzten Sprint der Saison den 32. Rang. In der Gesamtwertung belegte sie den 74. Platz.

### Saison 2018/19: Persönliche Bestleistungen im Weltcup
Auch in der Saison 2018/19 startete Smolskaja im Weltcup. Im Dezember 2018 sammelte sie bei den Wettkämpfen in Hochfilzen als 37. und 40. ihre ersten Weltcuppunkte der Saison und belegte außerdem mit der Staffel den 5. Platz. In Oberhof erreichte sie als 25. und 27. in Sprint und Verfolgung ihre bis zu diesem Zeitpunkt besten Ergebnisse auf Weltcupebene. Danach nahm sie an den Europameisterschaften in ihrem Heimatland teil und konnte neben den Plätzen 17, 20 und 24 in den Individualwettbewerben die Bronzemedaille mit der belarussischen Mixedstaffel gewinnen. Auch bei den Weltmeisterschaften 2019 im schwedischen Östersund wurde die Belarussin eingesetzt. Dabei konnte sie als 13. des Sprints ein neues persönliches Bestresultat aufstellen. In der Verfolgung fiel sie auf Rang 35 zurück, im Einzel wurde sie 85. und mit der Staffel belegte sie den 11. Platz. Auch beim Saisonfinale in Oslo am Holmenkollen überzeugte sie im Sprint mit fehlerfreier Schießleistung und belegte den 19. Rang, in der folgenden Verfolgung verschlechterte sie sich auf den 33. Platz. Sie schloss die Saison 2018/19 auf dem 53. Platz der Weltcup-Gesamtwertung ab. Smolskaja trat auch bei den Sommerbiathlon-Weltmeisterschaften 2019 an und verpasste als Vierte des Supersprints eine Medaille nur um wenige Sekunden.

### Saison 2019/20: Verletzungspause
Die Saison 2019/20 begann in Östersund für Smolskaja unter anderem mit einem 33. Rang im Einzel und einem 11. Platz mit der Staffel. Nach einem 34. Rang im Sprint von Hochfilzen konnte die Belarussin in dieser Saison keine weiteren Weltcuppunkte mehr sammeln – was auch daran lag, dass sie aufgrund einer Verletzung mehrere Rennen verpasste – und belegte am Ende der Saison den 76. Platz der Weltcupgesamtwertung. Bei den Weltmeisterschaften 2020 wurde sie nur im Sprint eingesetzt, den sie auf dem 72. Platz beendete. Mit der Staffel erreichte sie Rang 13. Wie im Vorjahr wurde Dsinara Smolskaja auch bei den Europameisterschaften eingesetzt, die erneut in Minsk-Raubitschy stattfanden. Sie wurde Zehnte im Supersprint, 21. im Sprint und 20. in der Verfolgung. Mit der Mixedstaffel verpasste sie als Vierte nur knapp eine Medaille.

### Saison 2020/21: Durchbruch im Weltcup unter neuem Trainer
Die Saison 2020/21 begann mit dem Einzel in Kontiolahti, bei dem Smolskaja völlig überraschend trotz zweier Schießfehler als Achte zum ersten Mal in ihrer Karriere einen Top-Ten-Platz im Weltcup erreichte. Bei den übrigen Rennen von Kontiolahti konnte sie diese Leistung bestätigen, indem sie Vierte, Sechste und Siebte wurde. Mit der Staffel belegte sie Rang zwölf. Am 11. Dezember 2020 gewann Dsinara Smolskaja im Sprint von Hochfilzen ihr erstes Weltcuprennen. In der Verfolgung erreichte sie als Zweite auch ihren zweiten Podestplatz. In der folgenden Woche konnte sie diese Ergebnisse aber nicht wiederholen, sondern verpasste in allen drei Wettbewerben die Top Ten. Auch in das neue Jahr 2021 startete die Belarussin mit einem 37. Rang im Sprint von Oberhof weniger gut, in der Verfolgung konnte sie sich aber dann um mehr als 20 Plätze auf den 16. Rang verbessern. Mit der Mixed-Staffel verpasste sie das Podium nur knapp, als sie Vierte wurde. In der Folgewoche erreichte Smolskaja mit der belarussischen Frauenstaffel den zweiten Platz. Bei den Weltmeisterschaften verpasste sie in den Individualwettbewerben die Top Ten, sie belegte die Plätze 17, 21, 26 und 40. Auch mit der Mixedstaffel war sie als 14. weniger erfolgreich, mit der Frauenstaffel verpasste sie aber das Podest als Vierte nur knapp. Nach den Weltmeisterschaften startete Smolskaja wieder im Weltcup und konnte dort bei den Wettbewerben in Nové Město na Moravě mit der belarussischen Staffel, wie bereits einmal früher in der Saison, den zweiten Rang belegen. Im Sprint lief sie als Vierte nach einer längeren Zeit ohne Top-Ten-Platzierungen wieder unter die besten zehn. Aufgrund von sieben Fehlern verschlechterte sie sich in der Verfolgung aber und beendete das Rennen auf Platz 26. Beim nächsten Sprint, der erneut in Nové Město stattfand, erreichte sie als Sechste erneut einen Top-Ten-Platz und konnte sich in der Verfolgung dank fehlerfreier Schießleistung auf den 2. Platz verbessern, womit sie zum dritten Mal einen Podestplatz in einem Individualrennen erreichte. Beim Saisonfinale im schwedischen Östersund verpasste sie zwar als Elfte und 27. in Sprint und Verfolgung die Top Ten, konnte aber beim Massenstart – dem letzten Rennen des Winters – erneut den zweiten Platz belegen. Dsinara Smolskaja belegte am Ende der Saison den 7. Rang in der Weltcupgesamtwertung und wurde außerdem als beste U25-Biathletin des Weltcups, die während der Saison durch ein dunkelblaues Trikot gekennzeichnet wurde, ausgezeichnet.

### Saison 2021/22: Zweitbeste Biathletin des Winters und vorzeitiges Saisonende
In der Saison 2021/22 startete Smolskaja wieder regelmäßig im Weltcup. Bis zu den Olympischen Winterspielen 2022 verlief ihre Saison gut, ihr schlechtestes Ergebnis in den Einzelrennen war ein 19. Platz im Massenstart von Le Grand-Bornand. Insgesamt erreichte sie in 13 von 15 Wettkämpfen, an denen bis zu den Olympischen Winterspielen teilnahm, ein Top-10-Ergebnis, darunter als Saisonbestleistung einen 2. Platz im Massenstart von Antholz, einen 3. Platz bei der Verfolgung in Oberhof sowie sechs weitere vierte Plätze. Aus diesen guten Ergebnissen resultierte, dass sie in der Gesamtwertung zu diesem Zeitpunkt den zweiten Platz hinter Marte Olsbu Røiseland und vor Elvira Öberg innehatte. Nach den Olympischen Winterspielen kam es jedoch zum Russischen Überfall auf die Ukraine 2022, infolge dessen die russischen und belarussischen Athleten von der Internationalen Biathlon-Union von der weiteren Teilnahme an der Weltcupsaison ausgeschlossen wurden. Aus diesem Grund konnte Smolskaja an den weiteren Rennen in den verbliebenen drei Weltcupstationen nicht teilnehmen. In der Gesamtwertung erreichte sie am Ende dieser Saison den 7. Platz.

## Persönliches
Dsinara Alimbekawa ist seit Oktober 2022 mit ihrem Teamkollegen Anton Smolski verheiratet und nahm daraufhin dessen Namen an. Sie hat eine belarussische Mutter und einen kasachischen Vater sowie einen jüngeren Bruder. Smolskaja lebt in Tschawussy.

## Statistiken

### Weltcupsiege
| Nr. | Datum         | Ort        | Disziplin |
| --- | ------------- | ---------- | --------- |
| 1.  | 11. Dez. 2020 | Hochfilzen | Sprint    |

### Weltcupplatzierungen
Die Tabelle zeigt alle Platzierungen (je nach Austragungsjahr einschließlich Olympische Spiele und Weltmeisterschaften).
- 1.–3. Platz: Anzahl der Podiumsplatzierungen
- Top 10: Anzahl der Platzierungen unter den ersten zehn (einschließlich Podium)
- Punkteränge: Anzahl der Platzierungen innerhalb der Punkteränge (einschließlich Podium und Top 10)
- Starts: Anzahl gelaufener Rennen in der jeweiligen Disziplin
- Staffel: inklusive Mixed- und Single-Mixed-Staffeln

| Platzierung               | Einzel | Sprint | Verfolgung | Massenstart | Staffel | Gesamt |
| ------------------------- | ------ | ------ | ---------- | ----------- | ------- | ------ |
| 1. Platz                  |        | 1      |            |             |         | 1      |
| 2. Platz                  |        |        | 2          | 2           | 4       | 8      |
| 3. Platz                  |        |        | 1          |             |         | 1      |
| Top 10                    | 4      | 11     | 7          | 2           | 14      | 38     |
| Punkteränge               | 7      | 32     | 18         | 7           | 26      | 90     |
| Starts                    | 9      | 38     | 23         | 7           | 26      | 103    |
| Stand: Saisonende 2021/22 |        |        |            |             |         |        |

### Olympische Winterspiele
Ergebnisse bei Olympischen Winterspielen:
|                                             | Einzelwettbewerbe | Einzelwettbewerbe | Einzelwettbewerbe | Einzelwettbewerbe | Staffelwettbewerbe | Staffelwettbewerbe |
| Einzel                                      | Sprint            | Verfolgung        | Massenstart       | Damenstaffel      | Mixedstaffel       |                    |
| ------------------------------------------- | ----------------- | ----------------- | ----------------- | ----------------- | ------------------ | ------------------ |
| Olympische Winterspiele 2018 \| Pyeongchang | 56.               | –                 | –                 | –                 | 1.                 | –                  |
| Olympische Winterspiele 2022 \| Peking      | 5.                | 15.               | 19.               | 12.               | 13.                | 6.                 |

### Biathlon-Weltmeisterschaften
Ergebnisse bei den Weltmeisterschaften:
| Weltmeisterschaften | Weltmeisterschaften | Einzelwettbewerbe | Einzelwettbewerbe | Einzelwettbewerbe | Einzelwettbewerbe | Staffelwettbewerbe | Staffelwettbewerbe | Staffelwettbewerbe |
| Jahr                | Ort                 | Einzel            | Sprint            | Verfolgung        | Massenstart       | Damenstaffel       | Mixedstaffel       | S.-M.-Staffel      |
| ------------------- | ------------------- | ----------------- | ----------------- | ----------------- | ----------------- | ------------------ | ------------------ | ------------------ |
| 2019                | Östersund           | 85.               | 13.               | 35.               | –                 | 11.                | –                  | –                  |
| 2020                | Antholz             | –                 | 72.               | –                 | –                 | 13.                | –                  | –                  |
| 2021                | Pokljuka            | 17.               | 40.               | 21.               | 26.               | 4.                 | 14.                | –                  |

### Biathlon-Europameisterschaften
Ergebnisse bei den Europameisterschaften:
| Europameisterschaften | Europameisterschaften | Einzelwettbewerbe | Einzelwettbewerbe | Einzelwettbewerbe | Einzelwettbewerbe | Einzelwettbewerbe | Staffelwettbewerbe | Staffelwettbewerbe |
| Jahr                  | Ort                   | Einzel            | Supersprint       | Sprint            | Verfolgung        | Massenstart       | Mixedstaffel       | S.-M.-Staffel      |
| --------------------- | --------------------- | ----------------- | ----------------- | ----------------- | ----------------- | ----------------- | ------------------ | ------------------ |
| 2016                  | Tjumen                | –                 | –                 | 22.               | 30.               | 27.               | –                  | 9.                 |
| 2018                  | Ridnaun               | –                 | –                 | –                 | –                 | –                 | 9.                 | –                  |
| 2019                  | Minsk                 | 17.               | –                 | 20.               | 24.               | –                 | 3.                 | –                  |
| 2020                  | Minsk                 | –                 | 10.               | 21.               | 20.               | –                 | 4.                 | –                  |

### Jugend-/Juniorenweltmeisterschaften
Ergebnisse bei den Jugend- und Juniorenweltmeisterschaften:
| Weltmeisterschaften | Weltmeisterschaften | Einzel | Sprint | Verfolgung | Staffel |
| Jahr                | Ort                 | Einzel | Sprint | Verfolgung | Staffel |
| ------------------- | ------------------- | ------ | ------ | ---------- | ------- |
| 2011                | Nové Město          | DNS    | 21.    | 35.        | 11.     |
| 2012                | Kontiolahti         | 19.    | 8.     | 10.        | 9.      |
| 2015                | Minsk               | 27.    | 4.     | 12.        | 1.      |
| 2016                | Cheile Grădiștei    | 45.    | 20.    | 29.        | 14.     |
| 2017                | Osrblie             | 55.    | 21.    | 22.        | 6.      |